# Лубно (Мазовецьке воєводство)
Лубно (пол. Łubno) — село в Польщі, у гміні Віскітки Жирардовського повіту Мазовецького воєводства.
Населення — 230 осіб (2011).
У 1975-1998 роках село належало до Скерневицького воєводства.

## Демографія
Демографічна структура станом на 31 березня 2011 року:
|          | Загалом | Допрацездатний вік | Працездатний вік | Постпрацездатний вік |
| -------- | ------- | ------------------ | ---------------- | -------------------- |
| Чоловіки | 120     | 33                 | 77               | 10                   |
| Жінки    | 110     | 19                 | 69               | 22                   |
| Разом    | 230     | 52                 | 146              | 32                   |